# Caragolat

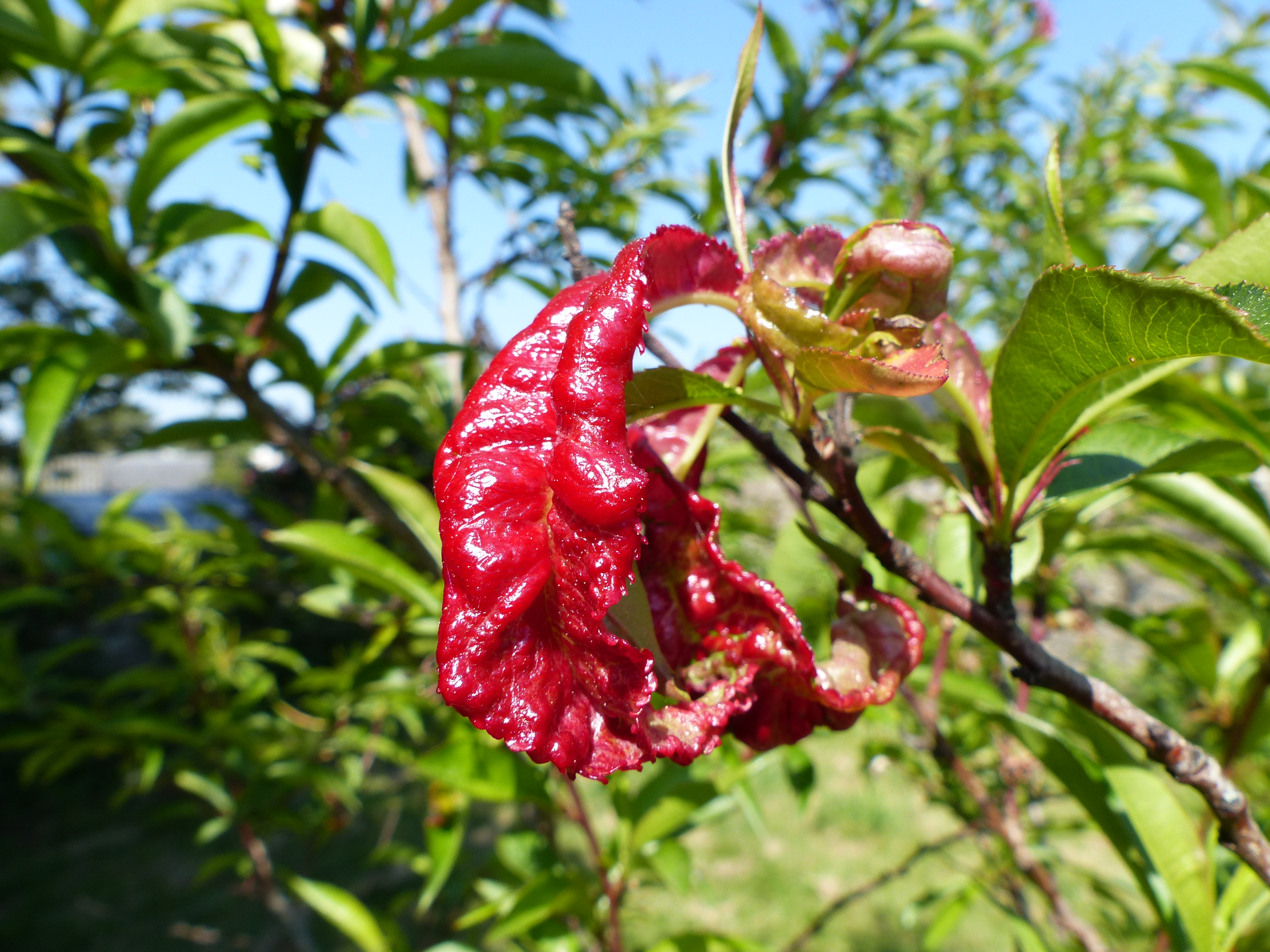
Fulla de presseguer afectada de caragolat

El caragolat, en fitopatologia, es refereix a la torsió anormal d'un òrgan d'una planta. El caragolat groc de la fulla de la tomatera és una infecció de la tomaquera (Solanum lycopersicum) causada per virus de la família Geminiviridae.